# Giải đua ô tô Công thức 1 châu Âu
Giải đua ô tô Công thức 1 châu Âu là một trong nhiều giải thuộc giải đua xe Công thức 1 vô địch thế giới diễn ra hàng năm. Các đội đua sẽ thi đấu trên đường đua Nürburgring tại Nürburg, Đức.

## Các thông số kỹ thuật của đường đua Nürburgring
- Tham dự giải Công thức 1 từ: 1983

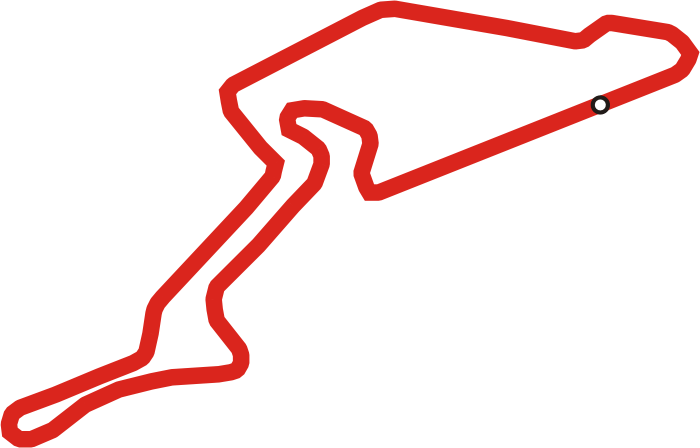
Đường đua Nürburgring

- Số lần tham dự giải Công thức 1: 16
- Chiều dài một vòng đua: 5,15 km
- Số vòng đua: 60
- Tốc độ tối đa: 325 km/h
- Sức chứa tối đa: 140.000 người
- Kỷ lục chạy một vòng nhanh nhất: 1 phút 29,468 giây của Michael Schumacher (Ferrari F1) năm 2004

## Năm2006
- Thời gian: 7 tháng 5

| TT      | Tên                  | Đội đua             | Thời gian                 | Điểm |
| ------- | -------------------- | ------------------- | ------------------------- | ---- |
| 1       | Michael Schumacher   | Ferrari             | 1 giờ 35 phút 58,765 giây | 10   |
| 2       | Fernando Alonso      | Renault             | +3,7 giây                 | 8    |
| 3       | Felipe Massa         | Ferrari             | +4,4 giây                 | 6    |
| 4       | Kimi Raikkonen       | McLaren             | +4,8 giây                 | 5    |
| 5       | Rubens Barrichello   | BAR Honda           | +72,5 giây                | 4    |
| 6       | Giancarlo Fisichella | Renault             | +74,1 giây                | 3    |
| 7       | Nico Rosberg         | Williams            | +74,5 giây                | 2    |
| 8       | Jacques Villeneuve   | BMW                 | +89,3 giây                | 1    |
| 9       | Jarno Trulli         | Toyota              | +1 vòng                   |      |
| 10      | Nick Heidfeld        | BMW                 | +1 vòng                   |      |
| 11      | Scott Speed          | Scuderia Toro Rosso | +1 vòng                   |      |
| 12      | Tiago Monteiro       | Midland             | +1 vòng                   |      |
| 13      | Christijan Albers    | Midland             | +1 vòng                   |      |
| bỏ cuộc | Ralf Schumacher      | Toyota              | vòng 52                   |      |
| bỏ cuộc | Juan Pablo Montoya   | McLaren             | vòng 52                   |      |
| bỏ cuộc | Takuma Sato          | Super Aguri         | vòng 45                   |      |
| bỏ cuộc | Franck Montagny      | Super Aguri         | vòng 29                   |      |
| bỏ cuộc | Jenson Button        | BAR Honda           | vòng 28                   |      |
| bỏ cuộc | Christian Klien      | Red Bull            | vòng 28                   |      |
| bỏ cuộc | Mark Webber          | Williams            | vòng 12                   |      |
| bỏ cuộc | David Coulthard      | Red Bull            | vòng 2                    |      |
| bỏ cuộc | Vitantonio Liuzzi    | Scuderia Toro Rosso | vòng 0                    |      |

Đội đua Super Aguri: Franck Montagny thay thế Yuji Ide.

## Các cá nhân và đội đua vô địch
| Năm  | Cá nhân            | Đội đua        |
| ---- | ------------------ | -------------- |
| 2006 | Michael Schumacher | Ferrari F1     |
| 2005 | Fernando Alonso    | Renault F1     |
| 2004 | Michael Schumacher | Ferrari F1     |
| 2003 | Ralf Schumacher    | Williams F1    |
| 2002 | Rubens Barrichello | Ferrari F1     |
| 2001 | Michael Schumacher | Ferrari F1     |
| 2000 | Michael Schumacher | Ferrari F1     |
| 1999 | Johnny Herbert     | Ford F1        |
| 1997 | Mika Häkkinen      | McLaren F1     |
| 1996 | Jacques Villeneuve | Williams F1    |
| 1995 | Michael Schumacher | Benetton F1    |
| 1994 | Michael Schumacher | Benetton F1    |
| 1993 | Ayrton Senna       | McLaren F1     |
| 1985 | Nigel Mansell      | Williams F1    |
| 1984 | Alain Prost        | McLaren F1     |
| 1983 | Nelson Piquet      | Brabham F1-BMW |